# Heavy Fuel
Heavy Fuel è un singolo dei Dire Straits, estratto dall'album On Every Street e pubblicato nell'ottobre 1991 per la Vertigo Records.
Nel brano Mark Knopfler esalta ironicamente le virtù di alcuni vizi come sigarette, hamburger, scotch whisky, lussuria, denaro e violenza. Il testo è ispirato al romanzo Money di Martin Amis.

## Tracce
1. Heavy Fuel
2. Planet of New Orleans
3. Kingdom Come

## Classifiche
| Classifica (1991)             | Posizione massima |
| ----------------------------- | ----------------- |
| Australia                     | 26                |
| Belgio (Fiandre)              | 19                |
| Canada                        | 17                |
| Francia                       | 32                |
| Germania                      | 48                |
| Italia                        | 22                |
| Nuova Zelanda                 | 34                |
| Paesi Bassi                   | 25                |
| Regno Unito                   | 55                |
| Stati Uniti (alternative)     | 22                |
| Stati Uniti (mainstream rock) | 1                 |